# Cohutta (Géorgie)
Cohutta est une ville américaine située dans le comté de Whitfield, en Géorgie. Selon le recensement de 2020, sa population est de 764 habitants.